# Wonoroto (Ngombol)
Wonoroto is een bestuurslaag in het regentschap Purworejo van de provincie Midden-Java, Indonesië. Wonoroto telt 607 inwoners (volkstelling 2010).